# Parc Napoléon-III
Le parc Napoléon-III est un parc situé à Vichy, dans le département de l'Allier en région Auvergne-Rhône-Alpes, dans le quartier thermal. Il est l'un des trois parcs de la ville bordant la rivière Allier, avec les parcs Kennedy et des Bourins en amont.

## Situation
Le parc Napoléon-III, ou parc d'Allier, est situé entre le boulevard Napoléon et la rivière Allier, dans le quartier thermal. Il s'étendait à l'origine sur 11 hectares et était limité « au nord par la prolongation de l'avenue Victoria, à l'est par le boulevard Napoléon et le boulevard des Célestins, à l'ouest par la rivière Allier et au midi par le pré Catelan ».

## Histoire

### Un nouveau parc en bordure de l'Allier
L'idée de la création des parcs d'Allier remonte à 1856. Un prolongement du parc des Sources a été envisagé jusqu'à la rivière Allier, mais a été annulé pour cause de spéculation foncière.
Le 27 juillet 1861, lors de sa première visite à Vichy, et plus précisément à Vichy-les-Bains pour la dissocier de Vichy-la-Ville notamment par la qualité de service, Napoléon III prend un décret pour aménager le domaine thermal. Outre la création de routes thermales « établissant des voies de communication entre divers quartiers de Vichy », la création d'une église et de son presbytère et du rachat du pont à péage franchissant l'Allier, ce décret prévoit la création d'un « nouveau parc d'une étendue de onze hectares le long de la digue de l'Allier ».
Le parc doit être aménagé sur un bras secondaire de l'Allier asséché. 250 000 m3 de remblais issus de la rivière ont été utilisés.

### Le parc aujourd'hui
En 1991, un buste est inauguré dans le parc, avec l'inscription : « Napoléon III Empereur des Français 1808-1873. Bienfaiteur de Vichy ».
La digue Napoléon III, séparant la rivière Allier du parc, n'a pas été rénovée dans le cadre de la rénovation des berges d'Allier de 2014, car elle appartenait toujours à l'État. En 2017, une opération de rénovation de la digue, construite à la suite des crues de 1846 et de 1856, a été conduite par le service prévention des risques de la direction départementale des territoires de l'Allier, constatant la dégradation des joints favorisant l'infiltration d'eau.

## Gestion
La gestion du parc est assurée par la ville de Vichy depuis 1979.

## Lieux et monuments

### Chalets Napoléon III
Six chalets sont édifiés par l'architecte Jean Lefaure entre 1862 et 1864, le long du boulevard des États-Unis :
- au no 101 : le chalet des Roses  Inscrit MH (1990) ;
- au no 105 : les anciens chalets de l'Empereur et de l'Impératrice  Inscrit MH (1972) ;
- au no 107 : le chalet de l'Empereur ;
- au no 109 : le chalet Marie-Louise ;
- au no 109 bis : le chalet de Clermont-Tonnerre.

Le chalet Saint-Sauveur, situé au no 103, n'est construit qu'en 1905.

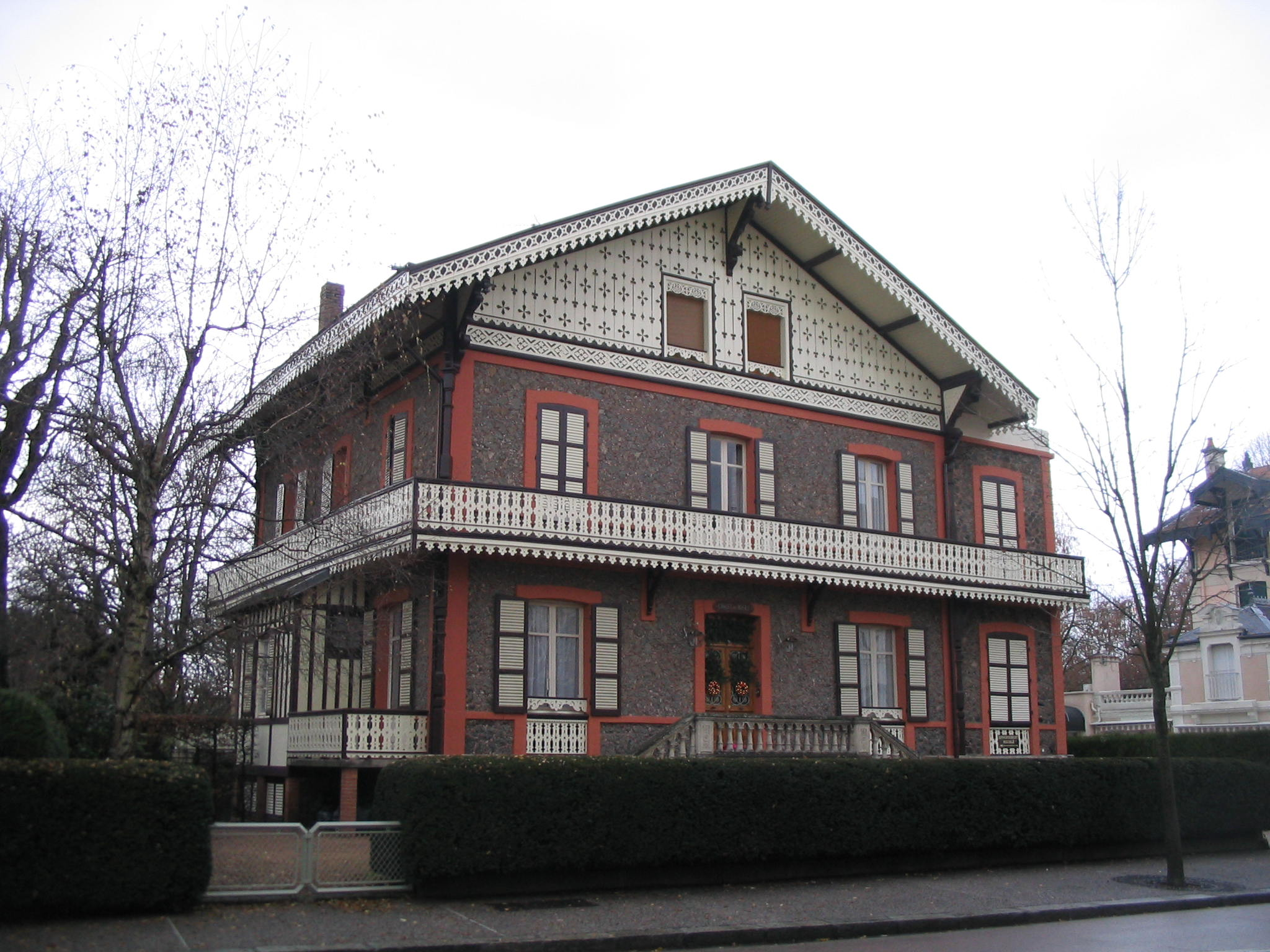
Chalet des Roses (no 101).
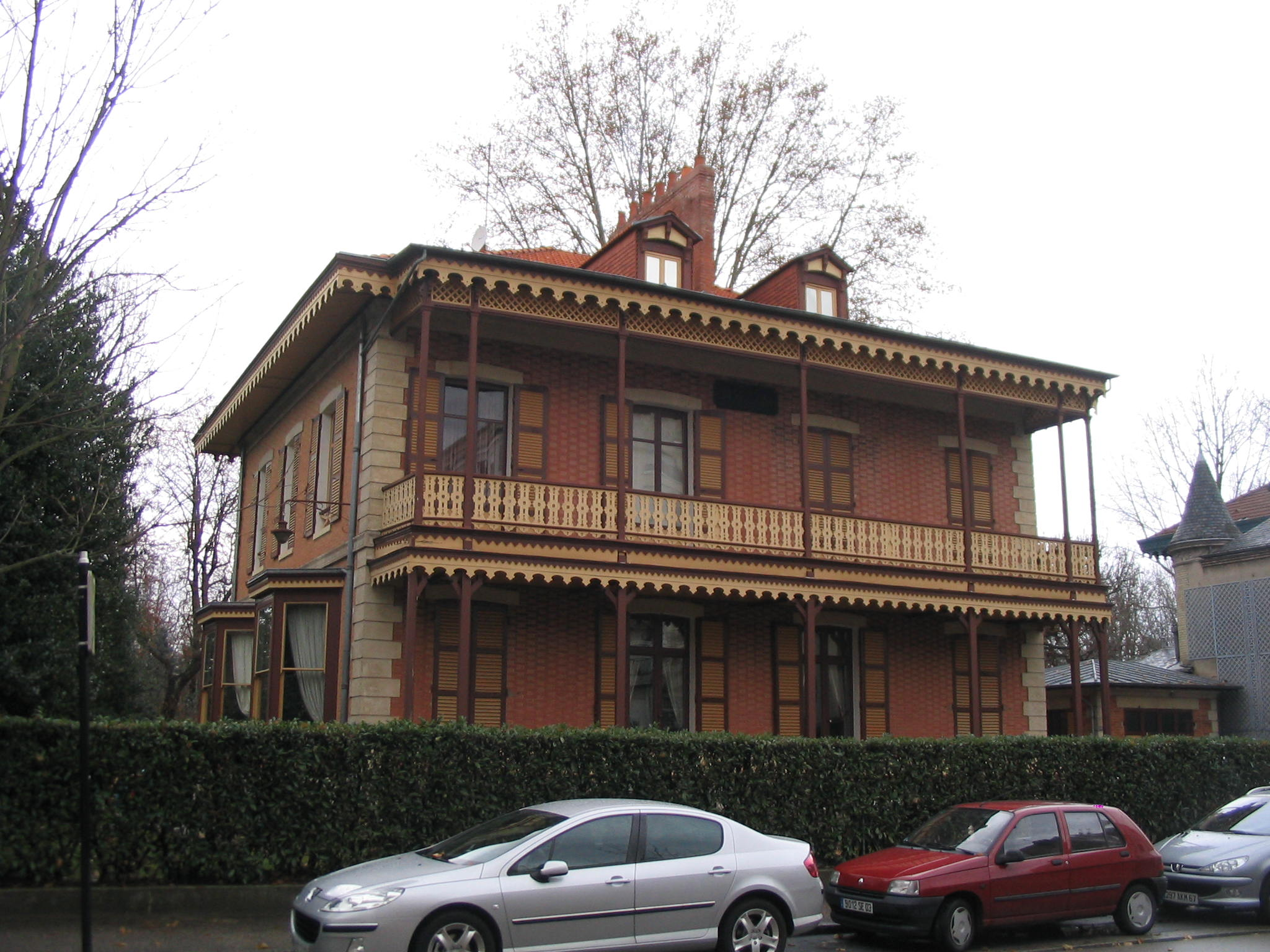
Chalet Marie-Louise (no 109).
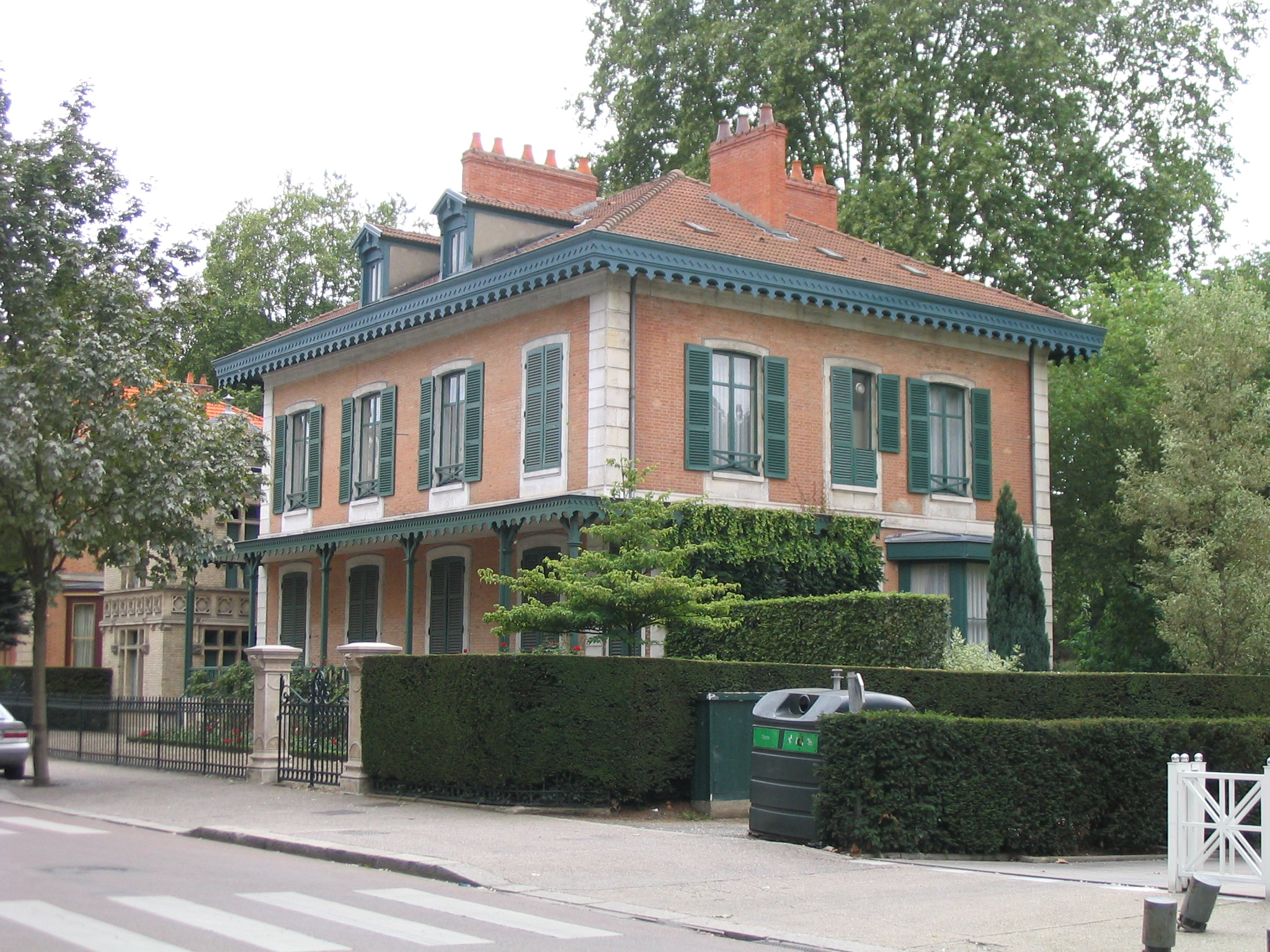
Chalet de Clermont-Tonnerre (no 109 bis).

### Hôtel des Célestins (Célestins Spa Thermal & Hôtel)

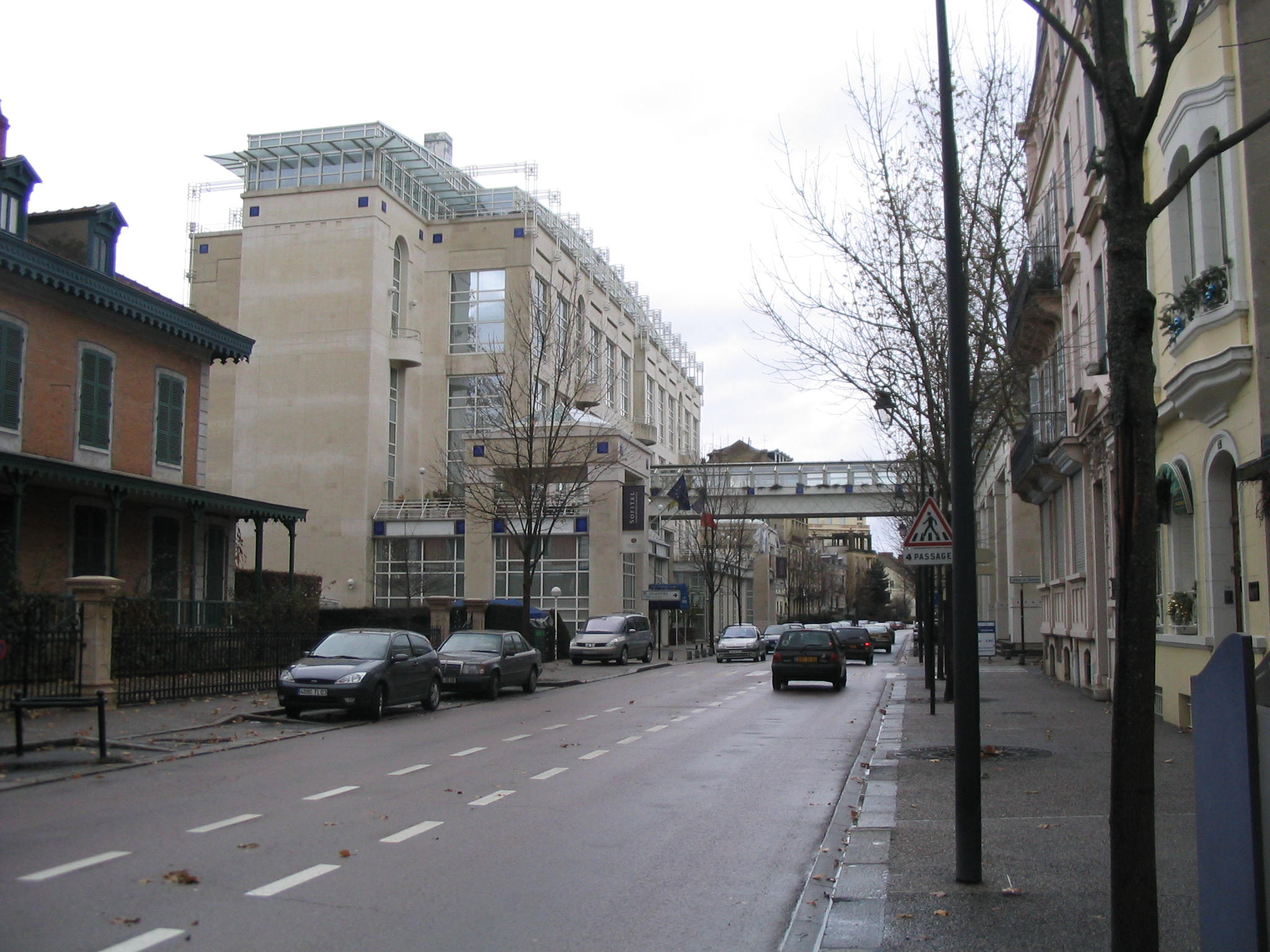
L'hôtel des Célestins, fin 2005.

L'hôtel des Célestins, aussi appelé Vichy Spa Hôtel Les Célestins ou Célestins Spa Thermal & Hôtel, est un hôtel cinq étoiles situé au 111, boulevard des États-Unis, construit au début des années 1990.
Il remplace la villa Thérapia, construite dans les années 1860 pour le banquier Ernest André et détruite dans les années 1980 (entre-temps devenu l'hôtel Queen's).

## Faune et flore

### Arbres du parc
Le parc compte 818 arbres.
Dès sa conception, il disposait « d'une plus grande variété d'essences que le parc Kennedy ». Les arbres proviennent de tous les continents, notamment depuis la troisième vague de plantations consécutives à la tempête de février 1935.
Le 26 juin 2010, à l'occasion d'un événement organisé par l'office de tourisme de Vichy, l'association ARBRES (Arbres remarquables : bilan, recherche, études et sauvegarde) a remis à la ville le label « Arbres remarquables de France » à l'ensemble des arbres du parc.

Quelques arbres présents dans le parc Napoléon-III
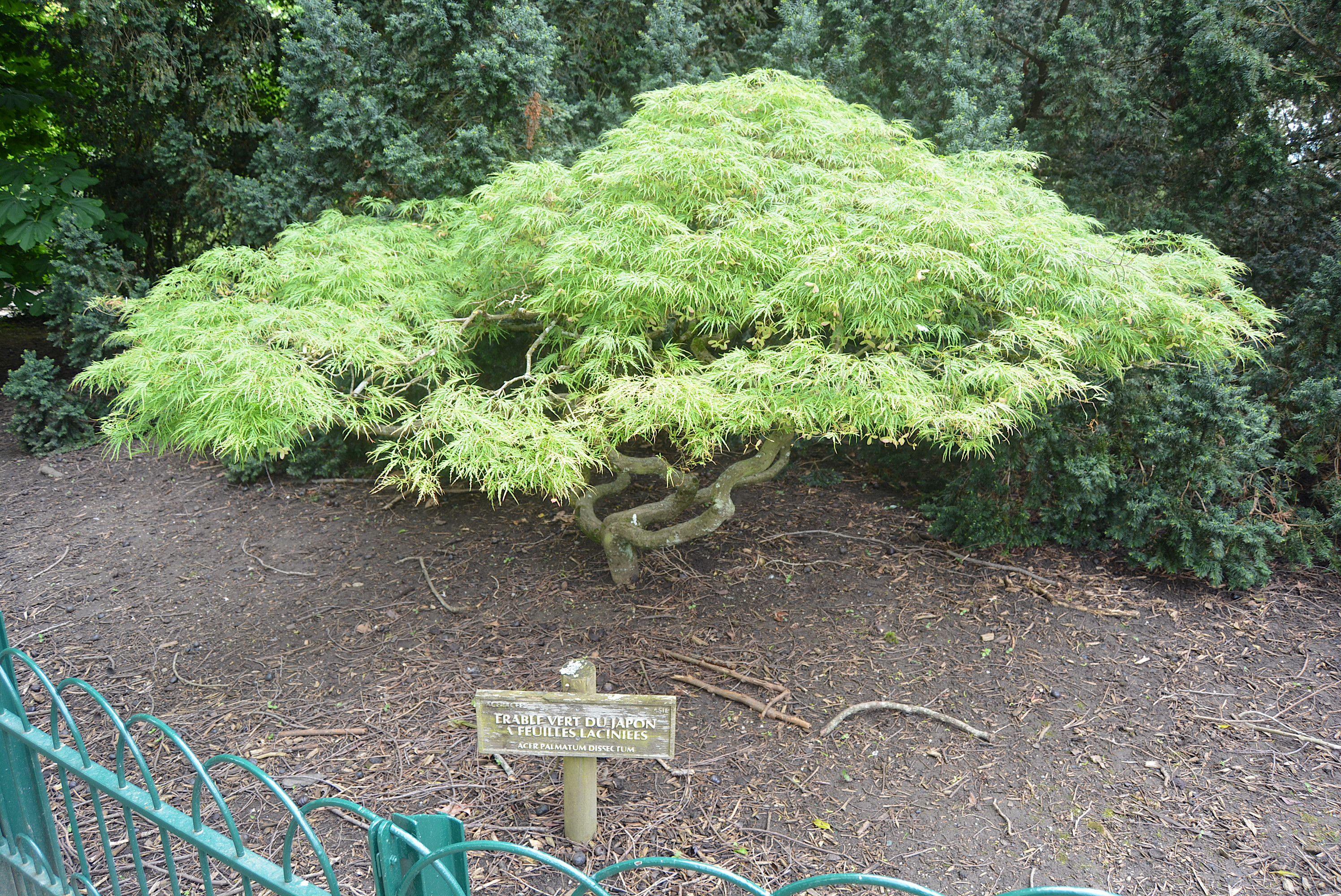
Érable vert du Japon à feuilles laciniées (Acer palmatum ‘Dissectum’).
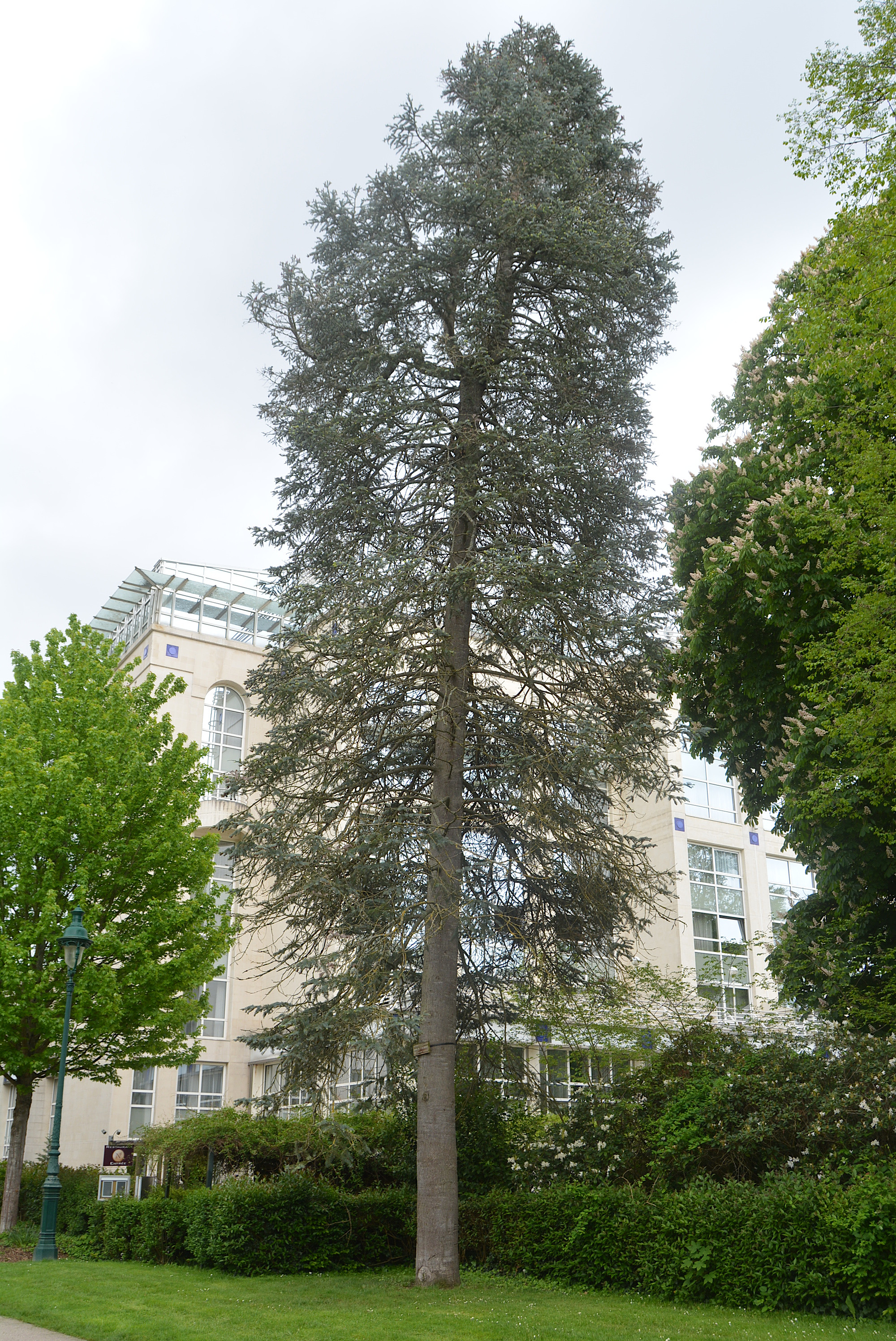
Sapin du Colorado (Abies concolor ‘Violacea’).
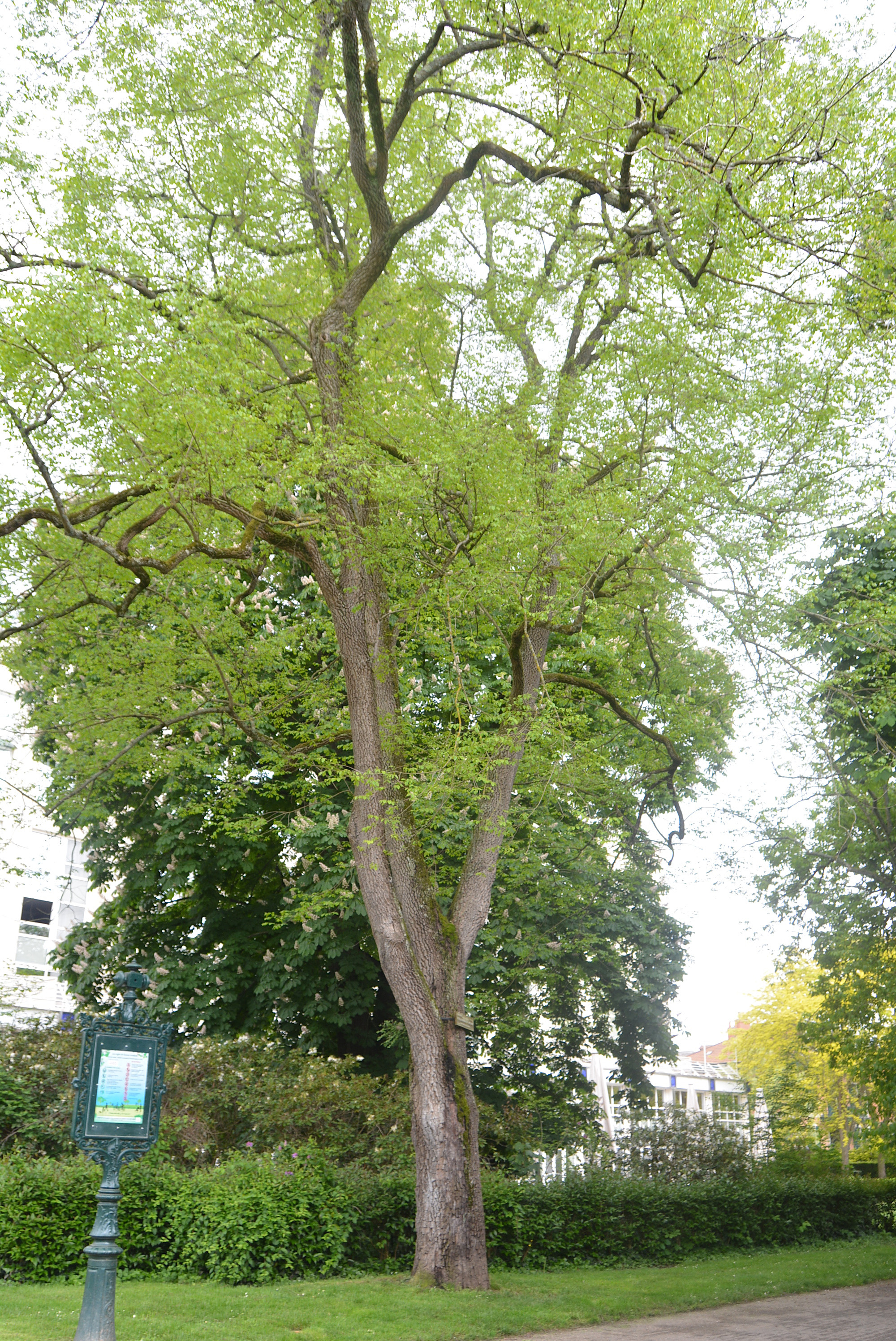
Plaqueminier de Virginie (Diospyros virginiana).
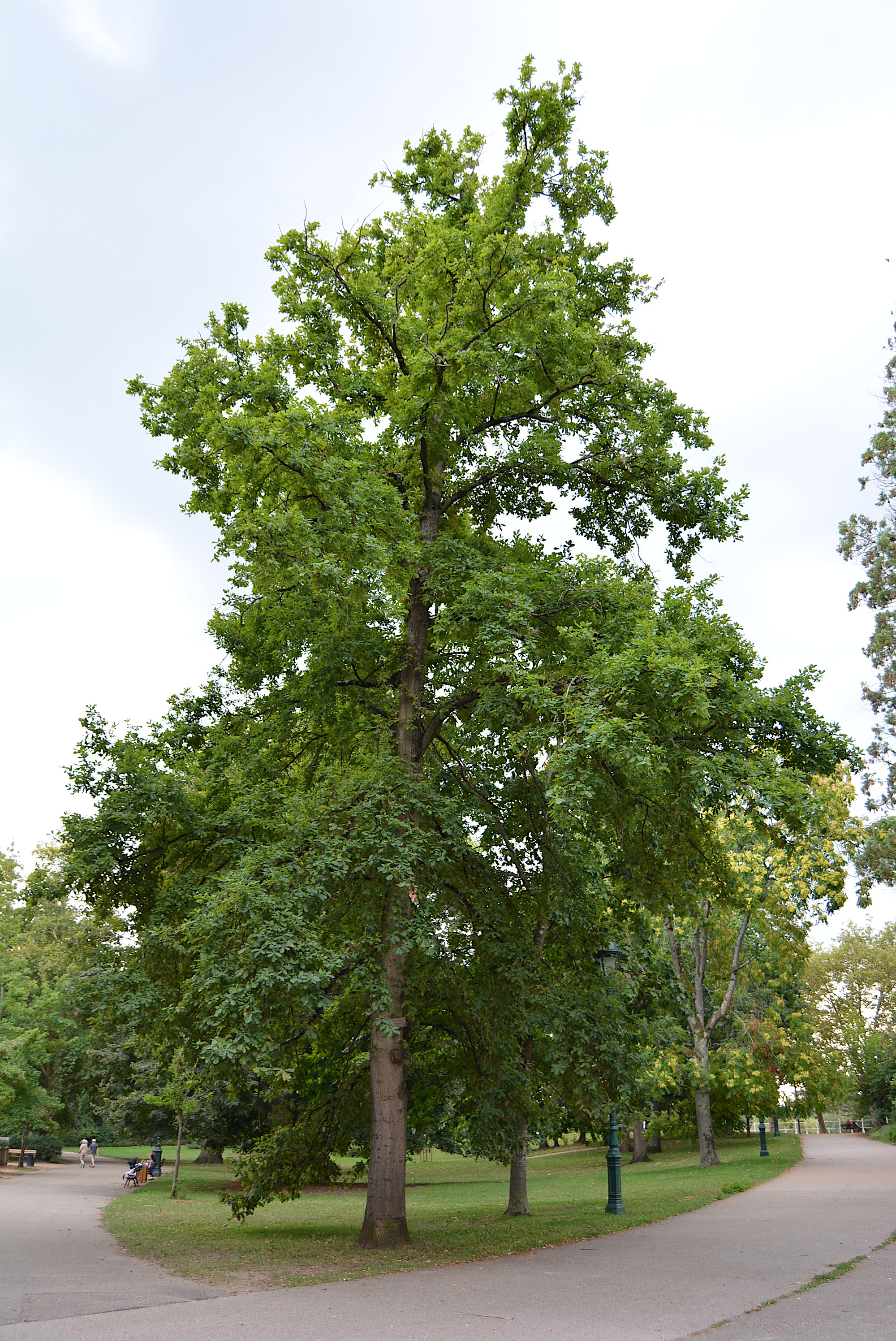
Chêne pédonculé (Quercus robur).

## Événements
- Chaque année depuis 2008 (sauf en 2020), la ville de Vichy organise les fêtes Napoléon III[5].